# Adore (Jasmine Thompson)
"Adore" is een single van de Britse zangeres Jasmine Thompson van haar derde ep. De single kwam uit als muziekdownload op 12 juni 2015 door Atlantic Records. "Adore" is geschreven door Steve Mac, Paul Gendler en Ina Wroldsen. 
De bijhorende videoclip kwam uit op 12 juni 2015.

## Tracklijst
| Nr. | Titel                      | Duur |
| --- | -------------------------- | ---- |
| 1.  | Adore                      | 3:07 |
| 2.  | Adore (akoestische versie) | 3:35 |

## Hitnoteringen

### Nederlandse Top 40
| Positie: | 36 | 35 | 40 | uit |